# Saratoga Springs

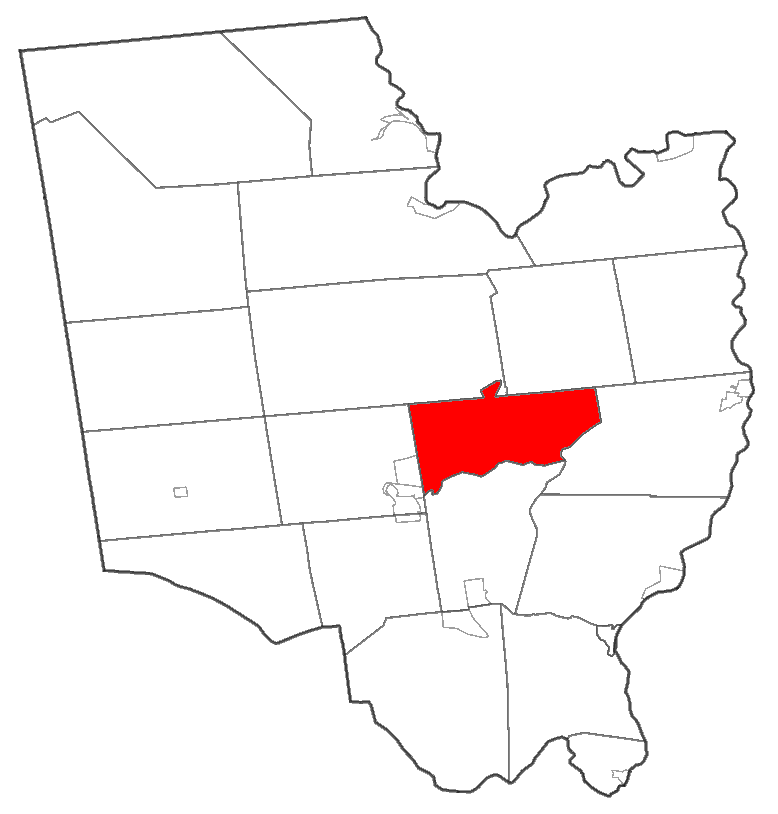
Location within Saratoga County

Saratoga Springs este un oraș din New York, Statele Unite ale Americii (a nu se confunda cu orașul original, învecinat Saratoga, New York). Populația a fost 26586 la recensământul din anul 2010. Numele reflectă prezența izvoarelor minerale în zonă, care a făcut Saratoga o destinație-stațiune de peste 200 de ani. Orașul este doar la nord de Albany, în inima regiunii din Capitala New York-ului.
Saratoga Springs a fost clasat pe locul al zecelea în lista de primele 10 locuri pentru a trăi în statul New York pentru anul 2014 în conformitate cu national on-line de brokeraj imobiliar Movoto.